# Márton Lőrincz
Márton Lőrincz (ur. 28 października 1911 w Corundzie w obecnej Rumunii, zm. 1 sierpnia 1969 w San Carlos de Bariloche w Argentynie) – węgierski zapaśnik.
Na Igrzyskach Olimpijskich w Berlinie w 1936 zdobył złoty medal w wadze koguciej (do 56 kg) stylu klasycznego, w finale zwyciężając Szweda Egona Svenssona. Do jego osiągnięć należą również dwa medale mistrzostw Europy – złoty (Sztokholm 1934 – waga kogucia (do 56 kg); styl wolny) i srebrny (Kopenhaga 1935 – waga kogucia (do 56 kg); styl wolny). Dwukrotnie był mistrzem Węgier (1934 – waga kogucia (do 56 kg); styl klasyczny) i srebrny (1935 – waga kogucia (do 56 kg); styl wolny)